# トンキピ州
トンキピ州（トンキピしゅう、Région du Tonkpi）はコートジボワール共和国西部のモンターニュ地方北部の州。
州都はマン。
2014年の人口は約99.3万人。

## 地理
- 北：バフィン州
- 東：ウォロドゥーグー州
- 南東：グエモン州
- 南：カヴァリィ州
- 西：リベリア共和国
- 北西：ギニア共和国

## 行政区画
- Biankouma
- Danané
- Man
- Sipilou
- Zouan-Hounien